# Daniel Ahrenberg
Daniel Theodor Ahrenberg, född den 26 augusti 1844 i Göteborg, död där den 20 april 1920, var en svensk jägare.
Ahrenberg, som var grosshandlare i sin hemstad, var en av sin tids stora jägare och utövare av allt slags jakt, särskilt intresserad skärgårdsjägare. I sammanlagt elva år levde han nybyggar- och jägarliv i Klippiga bergen. Hans Jaktminnen utgavs 1924 genom Göteborgs Jaktsällskaps försorg av redaktören Carl Torsten Holmström.